# Tusitala barbata
Espèce
Synonymes
- Monclova braunii Peckham & Peckham, 1902
- Tusitala emertoni Lessert, 1925
- Tusitala barbata longipalpis Lessert, 1925

Tusitala barbata est une espèce d'araignées aranéomorphes de la famille des Salticidae.

## Distribution
Cette espèce se rencontre en Côte d'Ivoire, au Nigeria, au Cameroun, en Ouganda, au Kenya, en Tanzanie, au Mozambique, au Zimbabwe, au Botswana et en Afrique du Sud.

## Description
Le mâle holotype mesure 6,5 mm.
La carapace des mâles mesure de 1,90 à 3,30 mm de long sur de 1,50 à 2,65 mm et l'abdomen de 2,20 à 3,40 mm de long sur de 1,50 à 2,20 mm et la carapace des femelles mesure de 2,20 à 2,50 mm de long sur de 1,70 à 2,00 mm et l'abdomen de 2,10 à 3,30 mm de long sur de 1,65 à 2,50 mm

## Systématique et taxinomie
Cette espèce a été décrite par Peckham et Peckham en 1902.
Tusitala barbata longipalpis a été placée en synonymie par Azarkina et Foord en 2015.

## Publication originale
- Peckham & Peckham, 1902 : « Some new genera and species of Attidae from South Africa. » Psyche, vol. 9, p. 330-335 (texte intégral).